# قرة حاجيلو
قرة حاجيلو هي قرية في مقاطعة ميانة، إيران. عدد سكان هذه القرية هو 100 في سنة 2006.